# 모니위키
모니위키(MoniWiki)는 PHP 기반으로 만들어진 공개 위키 엔진이다. 이름인 '모니'는 한국어 단어인 뭐니의 변형이며, 또한 이전까지 광범위하게 쓰여왔던 모인모인 위키 엔진의 말장난이기도 하다. 윈도우, 리눅스 등의 환경에서 설치하여 사용할 수 있다. 개발자는 한국인 박원규이다. 한국어 환경의 위키 중 다수가 이 엔진을 사용하고 있다. 모니위키 엔진을 사용하는 대표적인 사이트로는 리그베다 위키가 있다.

## 특징
모인모인 혹은 도쿠위키와 마찬가지로 자료저장소를 DBMS 대신에 일반 텍스트 파일로 저장한다. 최근의 상당수 위키엔진이 PHP 5.0 이상의 버전을 요구하는데 비해 PHP 4.2.3 이상을 지원하고 있다.
원래 개인위키를 목표로 만들어진 위키엔진이라서 검색 기능이 취약하다고 알려져 있으나, 모니위키 1.1.5 버전부터 자체 인덱서를 내장하여 검색에 어느정도 대응하고 있으며 이는 리그베다 위키와 같은 대규모 위키 사이트를 고려하여 기능이 개선되었기 때문이다.
나올 당시에는 위키 중에서는 쉽게 설치할 수 있고 빠른 속도로 주목을 받았고 아직도 상당수의 개인 및 커뮤니티 위키로 사용되고 있으나, 한국인이 개발자임에도 불구하고 설명서 등이 영어 페이지로만 되어있어서 이를 문제 삼는 사람들이 많고, 예전보다 그 위상이 많이 약해진 편이다. 특히 리그베다 위키의 사유화 논란 당시 제기된 보안 문제도 지적받고 있다.
1.1.3.1부터는 아파치 및 PHP가 내장된 윈도용 버전을 공식 웹사이트에서 함께 배포하고 있으며, 1.1.5부터는 기본 설명서의 대부분이 모니위키에 맞게끔 한글로 새로 쓰여졌다.